# Softbol nos Jogos Pan-Americanos de 1983
Os torneios de softbol nos Jogos Pan-Americanos de 1983 foram realizados  em Caracas, Venezuela. Foi a segunda edição do esporte nos jogos.

## Medalhistas
| Evento             | Ouro       | Prata              | Bronze     |
| ------------------ | ---------- | ------------------ | ---------- |
| Masculino detalhes | CAN Canadá | USA Estados Unidos | PAN Panamá |
| Feminino detalhes  | CAN Canadá | USA Estados Unidos | BLZ Belize |

## Quadro de medalhas
| Ordem | País               | Medalha de ouro | Medalha de prata | Medalha de bronze |   |
| ----- | ------------------ | --------------- | ---------------- | ----------------- | - |
| 1     | CAN Canadá         | 2               |                  |                   | 2 |
| 2     | USA Estados Unidos |                 | 2                |                   | 2 |
| 3     | PAN Panamá         |                 |                  | 1                 | 1 |
|       | BLZ Belize         |                 |                  | 1                 | 1 |
| TOTAL | TOTAL              | 2               | 2                | 2                 | 6 |

## Ligação externa
- Jogos Pan-Americanos de 1983